# Pertengo
Pertengo je italská obec v provincii Vercelli v oblasti Piemont.
K 31. prosinci 2010 zde žilo 332 obyvatel.

## Sousední obce
Asigliano Vercellese, Costanzana, Rive, Stroppiana